# 勒诺县 (北卡罗来纳州)
勒諾縣（英語：Lenoir County）是美国北卡罗来纳州東部的一個縣，面積1,041平方公里。根據2020年美國人口普查，共有人口55,122人。縣治金斯頓（Kinston）。勒諾縣成立於1791年。縣名紀念美國獨立戰爭將領威廉·勒諾。